# The Normal Heart
The Normal Heart es una película para televisión estadounidense dirigida por Ryan Murphy y escrita por Larry Kramer, basada en la obra de teatro del mismo nombre escrita por Larry Kramer en 1985. Es protagonizada por Mark Ruffalo, Matt Bomer, Taylor Kitsch, Jim Parsons y Julia Roberts.

## Argumento
La película narra el inicio de la crisis del VIH en la comunidad gay de Nueva York durante la década de los años 80, y se centra en los esfuerzos de varios activistas homosexuales y médicos simpatizantes que trataron de exponer la verdad sobre la epidemia y solicitar ayuda para combatirla en un país empeñado en ignorar un problema que creían únicamente de homosexuales.

## Elenco
- Mark Ruffalo como Ned Weeks.
- Matt Bomer como Felix Turner.
- Taylor Kitsch como Bruce Niles.
- Jim Parsons como Tommy Boatwright.
- Alfred Molina como Ben Weeks.
- Julia Roberts como la doctora Emma Brookner.
- Joe Mantello como Mickey Marcus.
- BD Wong como Buzzy.
- Jonathan Groff como Craig Donner.
- Stephen Spinella como Sanford.
- Finn Wittrock como Albert.
- Denis O'Hare como Hiram Keebler
- Corey Stoll como John Bruno.
- Sean Meehan como Morton.
- Adam B. Shapiro como Bella Boggs.
- Danielle Ferland como Estelle.

## Desarrollo

### Producción
En agosto de 2011, Ryan Murphy declaró en una entrevista al sitio Deadline que tenía intenciones de producir la versión cinematográfica de la obra escrita por Larry Kramer, y que sería protagonizada por Mark Ruffalo.

### Casting
El 20 de enero de 2012, se confirmó que fueron contratados Julia Roberts como Emma Brookner, Alec Baldwin como Ben Weeks, Matt Bomer como Felix Turner y Jim Parsons como Tommy Boatwright. El 1 de marzo de 2013 se dio a conocer que Taylor Kitsch fue contratado para interpretar a Bruce Niles. El 26 de abril se reveló que Jonathan Groff daría vida a Craig Donner y Joe Mantello interpretaría a Mickey Marcus. Finalmente, en mayo de 2013, se anunció que Alfred Molina reemplazaría a Alec Baldwin.

### Rodaje
El rodaje comenzó el 8 de junio de 2013, en la ciudad de Nueva York, Nueva York. Algunas escenas fueron rodadas en la Pequeña Italia. Durante el transcurso de la filmación, la producción fue suspendida temporalmente para permitir a algunos de los actores cambiar su apariencia física; Bomer perdió 18 kilos para mostrar los estragos del SIDA en su personaje.

### Estreno
La película fue estrenada el 25 de mayo de 2014 y proyectada en el Inside Out Film and Video Festival en Toronto, Canadá, el 23 de mayo.

#### Lanzamiento en DVD y Blu-Ray
The Normal Heart fue lanzado en formato DVD y Blu-Ray el 26 de agosto de 2014.

## Recepción

### Recepción del público
El día de su estreno, The Normal Heart fue visto 1,4 millones de espectadores, colocándose en la quinta posición de películas originales de HBO más vistas desde 2010.

### Recepción de la crítica
La película recibió críticas positivas, elogiando la dirección de Ryan Murphy, el guion de Larry Kramer y la transición con éxito de la adaptación de su obra de teatro a la televisión, así como la actuación (en particular la de los actores principales), el drama, los mensajes morales y la producción en general. El sitio Rotten Tomatoes le otorgó una puntuación de 93% basada en 45 críticas con una puntuación media de 7,8 sobre 10. El consenso dice "Gracias a actuaciones dignas de un Emmy de un elenco de renombre, The Normal Heart no es sólo un poderoso y desgarrador drama sino también un documento vital de los acontecimientos previos y durante la pronta crisis del SIDA". Metacritic le asigna una puntuación de 85 sobre 100, basada en 33 comentarios, indicando "aclamación universal".
Brian Lowry de Variety criticó la dirección de Murphy y la transición de la historia del escenario a la pantalla comentando: "Murphy siendo Murphy no pudo resistir lanzar momentos que derivan en una vibra a lo American Horror Story, tal como la escena del metro. La transición del escenario a la pantalla también produce monólogos que probablemente encajarían mejor en el escenario". Peter Travers de Rolling Stone, otorgó la película con una calificación de 3,5/4 y elogió la película diciendo: "Escrita, dirigida y actuada con una pasión que irradia fuera de la pantalla, The Normal Heart es el drama en su más incendiario y contundente instrumento, que también es poética y profunda. Mientras los hombres homosexuales en crisis, Taylor Kitsch, Jim Parsons y Joe Mantello, todos sobresalen, es Kramer, aún furioso por lo que no se está haciendo, lo que desgarra el corazón". Ellen Gray del Philadelphia Daily News elogió que "aunque los miembros del elenco de apoyo son todos buenos (Parsons particularmente), es la furia de Kramer, canalizada a través de la energía maníaca de Ruffalo como el álter ego del escritor, quien mantiene The Normal Heart latiendo y conserva un poco de la historia reciente, no en ámbar sino en ira". El sitio TVLine nombró a Matt Bomer "Intérprete de la semana" por su actuación.

## Premios y nominaciones
| Año  | Premio                                                | Categoría                                           | Nominados        | Resultado |
| ---- | ----------------------------------------------------- | --------------------------------------------------- | ---------------- | --------- |
| 2014 | Critics' Choice Television Award                      | Mejor película                                      | The Normal Heart | Ganadora  |
| 2014 | Critics' Choice Television Award                      | Mejor actor en una película o miniserie             | Mark Ruffalo     | Nominado  |
| 2014 | Critics' Choice Television Award                      | Mejor actor de reparto en una película o miniserie  | Matt Bomer       | Ganador   |
| 2014 | Critics' Choice Television Award                      | Mejor actor de reparto en una película o miniserie  | Joe Mantello     | Nominado  |
| 2014 | Critics' Choice Television Award                      | Mejor actriz de reparto en una película o miniserie | Julia Roberts    | Nominada  |
| 2014 | Premios Primetime Emmy                                |                                                     |                  |           |
| 2014 | Mejor película                                        | The Normal Heart                                    | Ganador          |           |
| 2014 | Mejor actor en una película o miniserie               | Mark Ruffalo                                        | Nominado         |           |
| 2014 | Mejor actor de reparto en una película o miniserie    | Jim Parsons                                         | Nominado         |           |
| 2014 | Mejor actor de reparto en una película o miniserie    | Joe Mantello                                        | Nominado         |           |
| 2014 | Mejor actor de reparto en una película o miniserie    | Alfred Molina                                       | Nominado         |           |
| 2014 | Mejor actor de reparto en una película o miniserie    | Matt Bomer                                          | Nominado         |           |
| 2014 | Mejor actriz de reparto en una película o miniserie   | Julia Roberts                                       | Nominada         |           |
| 2014 | Mejor guion en una miniserie, película o especial     | Larry Kramer                                        | Nominado         |           |
| 2014 | Mejor dirección en una miniserie, película o especial | Ryan Murphy                                         | Nominado         |           |